# Basket Napoli
Società Sportiva Basket Napoli war ein italienischer Basketballverein aus Neapel in Italien. Die Spiele wurden im PalaBarbuto ausgetragen, welches 5.500 Plätze bietet.

## Geschichte
Vor der Saison 1999/2000 spielte das Team unter dem Namen Serapide Pozzuoli in der Serie A. Unter Lubrano als Präsident zog das Team dann nach Neapel. Danach verkaufte Lubrano das Team an Mario Maione. In der Saison 2004/2005 nahm das Team am Eurocup teil und gewann 2006 den italienischen Basketballpokal. 2008 erhielt der Verein aufgrund finanzieller Unregelmäßigkeiten keine Lizenz für die Serie A. Es folgte der Zwangsabstieg in die Serie C. Im Januar 2010 löste sich der Verein offiziell auf.
Als Nachfolgeverein kann der 2013 gegründete Verein Azzurro Napoli Basket 2013 angesehen werden.

## Erfolge
- Italienischer Pokalsieger (2006)

## Liste vorheriger Namen
- 1995–1999: Serapide Pozzuoli
- 1999–2001: Record Napoli
- 2001–2002: Pastificio di Nola Napoli
- 2002–2005: Pompea Napoli
- 2005–2006: Carpisa Napoli
- 2006–2008: Eldo Basket Napoli

## Ehemalige Spieler
| - Larry Middleton - Marty Embry - Darren Morningstar - Gianluca Lulli - Bill Jones - Charles E. Smith - Michael Richmond | - Stefano Rajola - Venson Hamilton - John Turner - Nikola Radulović - LaMarr Greer - Dontae' Jones - Randolph Childress | - Henry Williams - Mike Penberthy - Andre Hutson - Michael Andersen - Bennett Davison - Óscar Torres - Jerome Allen | - Jeff Trepagnier - Ansu Sesay - Michel Morandais - Lynn Greer - Tierre Brown - Larry O’Bannon |